# Fonction de Fukui
Les fonctions de Fukui sont utilisées en chimie quantique pour étudier la réactivité de molécules.

## Présentation générale
Une fonction de Fukui est une fonction définie en chaque point de l'espace et dépendant des coordonnées spatiales. Elle sert à décrire l'évolution de la densité électronique {\displaystyle \rho ({\vec {r}})} sous l'effet d'un ajout ou d'un retrait d'électrons.

## Définition mathématique
Afin de quantifier cette évolution, et compte tenu du comportement de la densité électronique lorsque le nombre d'électrons varie pour un système donné, les dérivées à droite et à gauche de la densité électronique par rapport au nombre d'électrons sont étudiées. Deux fonctions sont alors définies : {\displaystyle f^{+}({\vec {r}})}, respectivement {\displaystyle f^{-}({\vec {r}})}, est la dérivée à droite, respectivement à gauche, de la densité électronique par rapport au nombre d'électrons, à potentiel constant.
{\displaystyle f^{+}({\vec {r}})=\left({\frac {\partial \rho ({\vec {r}})}{\partial n}}\right)_{v({\vec {r}}),n>n_{0}}\quad {\text{et}}\quad f^{-}({\vec {r}})=\left({\frac {\partial \rho ({\vec {r}})}{\partial n}}\right)_{v({\vec {r}}),n<n_{0}}}
Cette définition se positionne naturellement dans le cadre plus général de la DFT conceptuelle.

## Propriétés
Les fonctions {\displaystyle f^{+}({\vec {r}})} et {\displaystyle f^{-}({\vec {r}})} sont intégrables sur tout l'espace et la valeur de l'intégrale est égale à 1.
{\displaystyle \int \limits _{espace}f^{+}({\vec {r}})\mathrm {d} {\vec {r}}=\int \limits _{espace}f^{-}({\vec {r}})\mathrm {d} {\vec {r}}=1}
En revanche, même si ces fonctions sont essentiellement positives, il peut exister des zones de l'espace dans lesquelles ces fonctions peuvent prendre des valeurs négatives.

## Utilisation
Ces deux fonctions représentent la variation plus ou moins importante de la densité électronique dans une zone de l’espace. Autrement dit, un ajout d'électron se portera d'autant plus facilement dans une zone où la fonction {\displaystyle f^{+}({\vec {r}})} est importante (ce qui se relie donc au caractère électrophile de la molécule), tandis qu'un retrait d'électron s'effectuera plus facilement là où {\displaystyle f^{-}({\vec {r}})} est importante (ce qui se relie donc au caractère nucléophile de la molécule).
Il est donc possible de relier dans les cas les plus simples (faible corrélation électronique) la fonction {\displaystyle f^{+}({\vec {r}})} à l'orbitale plus basse vacante (BV) et la fonction {\displaystyle f^{-}({\vec {r}})} à l'orbitale plus haute occupée (HO). Cela permet de faire un lien entre l'utilisation des fonctions de Fukui et l'approximation des orbitales frontières.
Cette approche permet de tenir compte de la relaxation des orbitales moléculaires sous l'effet du changement de population électronique, contrairement à l'approximation des orbitales frontières.